# Slaget ved Cedar Creek
Slaget ved Cedar Creek eller Slaget ved Belle Grove blev udkæmpet den 19. oktober 1864 og var et af de sidste og mest afgørende slag i Shenandoah kampagnen under den amerikanske borgerkrig. Den sidste konfødererede invasion af Nordstaterne, anført af generalløjtnant Jubal A. Early blev i realiteten afsluttet og konføderationen var derefter ikke længere i stand til at true Washington, D.C. via Shenandoah-dalen eller beskytte sin økonomiske base i dalen. Genvalget af Abraham Lincoln blev i betydelig grad hjulpet af denne sejr til Unionshæren, og generalmajor Philip Sheridan blev berømt ved den.

## Baggrund
Early havde trukket sig tilbage op gennem dalen (mod sydvest til højereliggende områder i Shenandoah dalen) under pres fra Sheridan og hans Army of the Shenandoah. Sheridans arme havde travlt med at ødelægge den økonomiske infrastruktur i dalen, hvilket ville berøve general Robert E. Lees hær for nødvendige forsyninger. Hæren lå i lejr ved Cedar Creek, til dels i Frederick, Shenandoah og Warren Counties i Virginia.
Sheridan beordrede 6. Korps under Horatio G. Wright til at vende tilbage til Belejringen af Petersburg, da han antog, at Early ikke havde mere kampkraft i sig efter over en måneds kampe. Men efter at en storstilet rekognoscering fra Early blev til en større træfning mellem hærene, kaldte Sheridan Wright tilbage. Han sendte to divisioner kalaveri af sted for at gennemføre et raid mod Virginia Central Railroad, men Early spredte rygter om at generalløjtnant James Longstreets korps muligvis ville slutte sig til ham fra Petersburg, og Sheridan trak alle sine styrker tilbage til lejrene ved Cedar Creek.
Den stridlystne Earle havde stadig kampkraft i sig, og han havde Lees tilskyndelser i ryggen. (I et brev den 12. oktober skrev Lee til Early: "De må hellere rykke mod ham og prøve at knuse ham. ... Jeg tror ikke, at Sheridans infanteri eller kavaleri har så stort et antal som De regner med.") Early undersøgte Unionens stilling bag Cedar Creek og fandt et hul. Unionen ventede et angreb over den åbne dalbund mod vest og unionshærens venstrefløj var afhængig af naturgivne forhindringer som dækning. Early planlagde at få sine mænd over creek-en (åen) og angribe unionshærens venstre flanke oprulle fronten og derved fuldstændig besejre den. Han havde valget mellem at angribe eller trække sig tilbage for at få nye forsyninger. Early valgte at vove et angreb mod overlegne styrker, men med overraskelsesmomemtet på sin side.

## Slaget
Early indsatte sine mænd i tre kolonner i en vovelig natlig march, som kun blev oplyst af månen. Generalmajor John B. Gordons division tog af sted kl. 20 og fulgte en snæver vej langs foden af Massanutten Mountain og over floden. Lige inden solopgang og under dække af tæt tåge slog Gordon til. Overraskelsen var fuldstændig, og det 8. unionskorps under generalmajor George Crook blev jaget på flugt efter en kort kamp. Der blev taget hundredvis af fanger, hvoraf mange stadig var i nattøj.
19. Korps under generalmajor William Emory var det næste, som blev ramt af Gordon og divisionen under generalmajor Joseph B. Kershaw, som sluttede sig til angrebet vestfra, og Emerys soldater tog også flugten. Det konfødererede angreb kom så hurtigt, at de ikke havde lang tid til forberedelser. Retirerende tropper fra Emorys korps skabte forvirring og skadede moralen blandt forsvarerne, og da deres hastigt opstillede kamplinje vendte mod syd og ikke mod vest kunne konfødererede kanoner fra den anden side floden beskyde den åbne unionsflanke.
Wrights 6. Korps var det sidste i linjen og udkæmpede et kraftigt defensivt slag, og trak sig langsomt tilbage under hårdt pres. Han forsøgte at presse sine linjer sydpå for at møde Earlys indledende angreb, men angrebet bevægede sig for hurtigt til at han kunne komme i gang. Early fastholdt imidlertid ikke presset, så tilfreds var han med sejren, som inkluderede over 1.000 fanger og 18 kanoner. Han troede fejlagtigt, at Wright ville trække sig tilbage fra slagmarken. Han sagde til Gordon: "Det er tilstrækkelig hæder til en dag". Unionstropperne havde trukket sig tilbage på den anden side af Middleton. Hans manglende forfølgelse af dem anses for at være hans afgørende fejltagelse og førte til et varigt fjendskab mellem ham og Gordon.
Sheridan var fraværende da slaget begyndte, idet han opholdt sig i Winchester, Virginia. Da han hørte lyden af artilleri i det fjerne red han hastigt tilbage til sin styrke. (Et berømt digt, Sheridan's Ride, af Thomas Buchanan Read handler om denne begivenhed.) Han nåede frem til slagmarken omkring kl. 10.30 og begyndte at få samling på sine mænd. Heldigvis for Sheridan var Earlys mænd for optagne til at opdage noget. De var sultne og udmattede og faldt ud af rækkerne for at plyndre Unionens lejre.
General Sheridan skrev i sin officielle rapport en beskrivelse af sit berømte ridt:
| „ | [Jeg] var ikke klar over situationen før omkring kl. 9, da jeg red gennem byen Winchester og hørte lyden af artilleri, som gjorde det klart at der foregik et slag, og da jeg nåede Mill Creek en kilometer syd for Winchester kunne jeg se de første af de flygtende, vogntog og mænd der hastede bagud med forfærdende hast. Jeg gav straks ordre til at stoppe og parkere vognene ved Mill Creek og beordrede brigaden i Winchester til at sprede sig ud over terrænet og stoppe alle omstrejfere. Med tyve mand fra min eskorte fortsatte jeg til fronten efter at have efterladt resten under general Forsyth og obersterne Thom og Alexander for at de kunne gøre deres bedste for at stoppe strømmen af flygtende. Jeg er glad for at kunne suge at hundreder af mændene, som ved nærmere eftertanke fandt, at de ikke havde gjort det godt nok, kom tilbage under jubel. ... alligevel var der ingen som opførte sig mere tappert eller udviste større mod end de som kom tilbage fra bagområderne besluttet på at generobre deres tabte lejr. | “ |
|   | — Philip H. Sheridan |   |

Klokken 15 genoptog Early sin offensiv med et mindre angreb, som kunne være lykkedes om morgenen, men nu let blev slået tilbage. Klokken 16 modangreb Emorys disision. Earlys tre divisioner var spredt ud over en linje af omkring 5 kilometers længde og uden beskyttelse af flankerne. Emerey blev forstærket af George A. Custers kavaleridivision, som udnyttede den åbne venstre flanke og gennembrød den konfødererede linje. Andre kavalerienheder ødelagde en bro i de konfødereredes bagområde og afskar deres flugtrute. Mange af de hærdede sydstatstropper overgav sig i forvisning om at de ikke kunne kæmpe sig vej ud af sammenbruddet.
Unionshæren tog hundreder af fanger, 43 kanoner (her iblandt de 18, som de havde mistet om morgenen) og forsyninger, som konføderationen ikke kunne erstatte.

## Efterspil
Slaget blev et knusende nederlag for Konføderationen. De blev aldrig igen i stand til at true Washington D.C. gennem Shenandoah dalen eller beskytte deres forsyningskilder i dalen. Genvalget af Abraham Lincoln blev væsentligt hjulpet af denne sejr og Phil Sheridan fik en varig berømmelse. Jubal Earlys tid som selvstændig hærfører var i praksis ovre, og hans resterende tropper vendte tilbage for at hjælpe Robert E. Lee under Belejringen af Petersburg i december.
Den senere senator Henry A. du Pont fik tildelt Medal of Honor for sin håndtering af en tidlig tilbagetrækning ved Cedar Creek, der bidrog til Sheridans senere sejr.
Vermont brigadens deltagelse i slaget (der deltog flere tropper fra Vermont i dette slag end i noget andet i krigen) erindres med et stort maleri i Cedar Creek Room på anden sal af Vermont State House i Montpelier. I 1997 truede et foreslået vejbyggeri en bakkekam hvor 8. Vermont Regiment, under ledelse af Stephen Thomas, mistede næsten totredjedele af sine soldater i et heroisk forsvar tidligt om morgenen. Forslaget fik Vermont State Legislature til at vedtage en resolution som bad Virginia om at forhindre byggeri på højderyggen.

## Bevarelse af slagmarken ved Cedar Creek
Omkring 600 ha af slagmarken ved Cedar Creek er bevaret som en del af Cedar Creek and Belle Grove National Historical Park, der er en partnerskabs park, hvor en stor del af jorden er ejet af bevarelsesforeninger heriblandt National Trust for Historic Preservation, Shenandoah Valley Battlefields Foundation, Belle Grove Plantation, Potomac Conservancy og Cedar Creek Battlefield Foundation. Hertil kommer at grupper såsom Civil War Preservation Trust har givet betydelige pengebeløb til beskyttelse af disse områder.
I maj 2008 vedtog Frederick County Board of Supervisors at tillade Carmeuse Lime and Stone at udvide deres eksisterende virksomhed ved Cedar Creek Battlefield. Beslutningen giver Carmeuse tilladelse til at udnytte 160 ha af det centrale område på slagmarken. Som reaktion på denne beslutning dannede en række nationale og lokale fredningsgrupper Cedar Creek and Belle Grove Coalition for at forøge offentlighedens opmærksomhed på virkningerne af ny minedrift på slagmarken og for at fremme fremtidige fredningstiltag ved Cedar Creek. I oktober 2008, i sammenhæng med 144 årsdagen for slaget lancerede koalisionen en hjemmeside Arkiveret 3. april 2009 hos  Wayback Machine for bedre at forklare virkningen som minedriften vil få på slagmarken.

## Eksterne kilder
- Cincinnati Civil War Roundtable gennemgang af slaget
- History Under Siege: Cedar Creek designated a 2008 Most Endangered battlefield (CWPT) Arkiveret 6. december 2008 hos  Wayback Machine
- ,Animated Battle Map: Cedar Creek (Civil War Preservation Trust) Arkiveret 3. april 2009 hos  Wayback Machine
- Digtet Sheridan's Ride
- U.S. Army self-guided tour of Cedar Creek battlefield
- National Park Service Cedar Creek and Belle Grove National Historical Park
- Cedar Creek Battlefield Foundation

39°01′10″N 78°18′15″V / 39.01935°N 78.30427°V
- Cedar Creek and Belle Grove Coalition Arkiveret 13. januar 2022 hos  Wayback Machine